# Sol-Ileck
Sol-Ileck (rusky Соль-Иле́цк) je město v Rusku. Leží v Orenburské oblasti 70 km jižně od oblastního města a 62 km od hranice s Kazachstánem. Žije zde přibližně 26 tisíc obyvatel, z toho dvě třetiny tvoří Rusové. Název města je odvozen od ložisek kamenné soli a od řeky Ilek.
Sůl se zde těžila od šestnáctého století, v roce 1754 vznikla kozácká pevnost Ileckaja zaščita. Roku 1865 získala osada městská práva. Solné doly vlastní společnost Russol.
V okolí se nacházejí jezera jako Razval, která jsou pro vysokou koncentrací solí přirovnávána k Mrtvému moři. Sol-Ileck se stal proslulými lázněmi, kde se léčí slanou vodou, bahenními zábaly a pitím kumysu. V turistické sezóně počet obyvatel vzroste až na desetinásobek. Luxusní resorty tu údajně vlastní Jelena Baturinová.
Sol-Ileck je významným uzlem železniční a silniční dopravy. Město také proslulo pěstováním melounů. Má suché kontinentální podnebí. 
V Sol-Ilecku se nachází věznice FKU IK-6 zvaná Černý delfín, která vznikla již za carských dob. Patří k nejtvrdším nápravným zařízením v Rusku, jsou v ní odsouzení s doživotními tresty.